# Ieng Thirith
Ieng Thirith (nata Khieu; in khmer:អៀង ធីរិទ្; provincia di Battambang, 10 marzo 1932 – Pailin, 22 agosto 2015) è stata una politica cambogiana.
Fu una figura influente degli Khmer rossi, sebbene non fosse né un membro del Comitato permanente dei Khmer Rossi né del Comitato centrale. Era la moglie di Ieng Sary, che era ministro degli Affari esteri del regime dei Khmer rossi della Kampuchea Democratica. Fu ministro degli affari sociali dall'ottobre 1975 fino alla caduta dei Khmer rossi nel 1979.
Era la sorella di Khieu Ponnary, la prima moglie di Pol Pot. Fu arrestata dal Tribunale speciale della Cambogia (ECCC) nel novembre 2007 insieme al marito Ieng Sary con l'accusa di genocidio, crimini di guerra e crimini contro l'umanità.

## Biografia

### Primi anni
Nata nella provincia di Battambang, proveniva da una famiglia relativamente ricca e privilegiata ed era la seconda figlia di un giudice cambogiano che abbandonò la famiglia durante la seconda guerra mondiale scappando a Battambang con una principessa cambogiana.
Si diplomò al liceo Sisowath di Phnom Penh e mentre era ancora in Cambogia incontrò Ieng Sary. Si recò a Parigi con sua sorella, dove studiò letteratura inglese, specializzandosi in Shakespeare alla Sorbona e divenendo la prima cambogiana a conseguire una laurea in letteratura inglese. Sposò Ieng Sary nell'estate del 1951 acquisendo il suo cognome e, insieme a sua sorella Khieu Ponnary e a suo cognato Pol Pot, divennero in seguito noti come la banda dei Quattro, un riferimento al gruppo radicale guidato da Jiang Qing, la vedova di Mao Zedong.

### Anni successivi
Tornò nella nativa Cambogia nel 1957 e lavorò come professoressa prima di fondare una scuola privata di lingua inglese nel 1960. Fu anche un membro anziano del regime della Kampuchea Democratica (DK). Dal 1975 al 1979 fu ministro degli affari sociali e dell'azione e capo della Croce Rossa della Kampuchea democratica.
Fu arrestata insieme a Ieng Sary il 12 novembre 2007 nella loro casa di Phnom Penh, dopo essere stata incriminata dal tribunale della Cambogia.
Il 17 novembre 2011 fu giudicata mentalmente non idonea a sostenere un processo a causa del suo grave caso di Alzheimer e le fu permesso di essere rilasciata, tuttavia i pubblici ministeri presentarono ricorso contro il suo rilascio, e il 13 dicembre 2011 i giudici d'appello ordinarono nuovi esami medici per vedere quanto fosse mentalmente in forma per essere processata. Nel settembre 2012 la sentenza del novembre 2011 sulla sua incapacità mentale fu ripristinata e Thirith fu rilasciata dal carcere.
Morì nel 2015 all'età di 83 anni per complicazioni della malattia.